# Voznesenskoe (Oblast' di Nižnij Novgorod)
Voznesenskoe (in russo Вознесенское?) è un insediamento operaio della Russia europea centro-orientale, nell'oblast' di Nižnij Novgorod, centro amministrativo del rajon Voznesenskij.
Si trova 175 km a sud-ovest (in linea d'aria) di Nižnij Novgorod e 108 km a sud-ovest di Arzamas.